# جدبون (المهرة)

تعديل مصدري - تعديل

جدبون هي إحدى قرى مديرية حات التابعة لمحافظة المهرة، بلغ تعداد سكانها 64 نسمة حسب تعداد اليمن لعام 2004.